# Marcel Mérieux
Pour les articles homonymes, voir Mérieux.
Marcel Mérieux, né le 16 janvier 1870 à Lyon et mort le 13 août 1937 à Collonges-au-Mont-d'Or, est un biochimiste français. Il est le fondateur de l'Institut Mérieux en 1897.

## Formation et débuts
Jean Marie Marcel Mérieux est né au 22, rue Godefroy dans le 6e arrondissement de Lyon. À sa naissance, son père est un négociant soyeux de 35 ans, François Meyrieux, et son épouse se nomme Pierrette Moreau, 26 ans.
Il est l'un des premiers élèves de l'École de chimie de Lyon, connue aujourd'hui sous le nom de CPE Lyon, où il a Jules Raulin pour maître et Victor Grignard pour camarade, il réalise une thèse sur les colorants utilisés pour la reconnaissance des microbes, en Allemagne, auprès du professeur Frezenius; ce dernier étant à la recherche d’un français parlant l’allemand. Puis il rentre en France. C'est ainsi qu'en 1894, il choisit d'entrer comme préparateur à l'Institut Pasteur de Paris où il devient l'assistant personnel d'Émile Roux dans l'équipe de Louis Pasteur. Il manipule des micro-organismes comme le bacille de la peste découvert par Alexandre Yersin et se bat constamment contre le manque d'asepsie dans le milieu médical.
N'étant pas parvenu à créer un laboratoire d'analyses médicales à Paris, Marcel Mérieux essaye de produire, sur l'emplacement d'une usine de colorants dans le quartier de Vaise à Lyon, le sérum antistreptococcique utilisé pour lutter contre la fièvre puerpérale mais sans réussite au niveau de l'exploitation commerciale. Puis, il fonde en 1897 dans la même ville l'Institut biologique Marcel-Mérieux, laboratoire d'analyses médicales et de production de sérums qu'il installe dans les combles de l'hôtel-Dieu, rue Childebert. Ayant, par ce biais introduit la biologie médicale à Lyon, Marcel Mérieux est alors amené à dispenser des cours aux responsables des hôpitaux. L’Institut Mérieux a donné naissance à de nombreuses sociétés dans le domaine de la santé. Certaines sont sorties du périmètre familial comme Pasteur Mérieux devenue au fil du temps Sanofi Pasteur, tandis que d’autres restent détenues par la holding familiale des Mérieux.

## Travaux
Marcel Mérieux a travaillé sur le sérum antidiphtérique et la tuberculine (bacille de Koch), utilisée pour la percuti-réaction, dans le but de dépister la tuberculose. Son laboratoire est également à l’origine du dépistage de la diphtérie et de la fièvre typhoïde. De plus, il est le premier à mettre en place le sérum antitétanique sur lequel travaillera plus tard Charles Mérieux, son fils. Après la guerre, avec l'acquisition d'un terrain à Marcy-l'Étoile, il installe ses chevaux et les utilise pour la fabrication de son sérum anti-aphteux. Marcel Mérieux aura été le premier à donner une dimension industrielle à la production de vaccins, en santé humaine et vétérinaire.

## Marcy-l'Étoile
Lieu historique fondé par Marcel Mérieux en 1917, le site de production de vaccins de Marcy-l'Étoile, qui fait aujourd'hui partie du groupe Sanofi, est constitué de 65 bâtiments pouvant accueillir jusqu’à 3 600 collaborateurs. Il est l'un des plus grands sites de recherche, développement et production de vaccins, au monde. Aujourd'hui, le cœur de son activité concerne les maladies bactériennes (diphtérie, fièvre typhoïde, tétanos, coqueluche) et les maladies virales (hépatite A, poliomyélite, rage) ; réparties à 25 % de recherche et développement et 75 % de production. Chaque année, 1 900 millions de doses pour 150 pays y sont produites.
Dans la même ville de Marcy-l'Étoile se trouvent également le siège social de bioMérieux, société de diagnostic in vitro contrôlée par la famille Mérieux, fondée par Alain Mérieux (petit-fils de Marcel Mérieux) et présidée aujourd’hui par Alexandre Mérieux (arrière-petit-fils de Marcel Mérieux) ainsi que des laboratoires de recherche et de production de tests de diagnostic et le campus vétérinaire de Vetagro Sup (ex Ecole Nationale Vétérinaire de Lyon), l'une des quatre écoles vétérinaires publiques en France.

## Succession
Marcel Mérieux épouse le 5 janvier 1903 Marguerite Jeanne Joséphine Condamin. Il meurt en 1937 à l'âge de 67 ans. Ses obsèques ont lieu le 17 août 1937 à Collonges-au-Mont-d'Or. Son fils Charles lui succède à la tête de l'Institut.